# Milano-Modena 1941
La Milano-Modena 1941, trentaduesima edizione della corsa, si svolse il 29 giugno 1941 su un percorso di 181,8 km con partenza a Rogoredo e arrivo a Modena. Fu vinta dall'italiano Giovanni Bisio, che completò il percorso in 4h44'00", alla media di 38,400 km/h, precedendo in volata i connazionali Primo Zuccotti e Osvaldo Bailo. Conclusero la prova, riservata agli indipendenti, 25 dei 40 ciclisti al via.

## Percorso
Dopo il via da Rogoredo, poco fuori Milano, il percorso, interamente pianeggiante, attraversò Tavazzano, Lodi, Casalpusterlengo, Piacenza, Fidenza, Parma, Cadè e Reggio Emilia per giungere al velodromo di Piazza d'Armi a Modena. Qui i ciclisti dovettero affrontare 5 giri sulla pista in terra battuta prima del traguardo conclusivo.

## Ordine d'arrivo (Top 10)
| Pos. | Corridore         | Squadra       | Tempo    |
| ---- | ----------------- | ------------- | -------- |
| 1    | Giovanni Bisio    | Dop. Maggiani | 4h44'00" |
| 2    | Primo Zuccotti    | Bianchi       | s.t.     |
| 3    | Osvaldo Bailo     | Gerbi         | s.t.     |
| 4    | Luciano Succi     | Legnano       | s.t.     |
| 5    | Vasco Bergamaschi | Bianchi       | s.t.     |
| 6    | Giuseppe Magni    | Dop. Vismara  | s.t.     |
| 7    | Salvatore Crippa  | Viscontea     | s.t.     |
| 8    | Augusto Introzzi  | Viscontea     | s.t.     |
| 9    | Oreste Sperandio  | Ferr. Venezia | s.t.     |
| 10   | Carlo Moscardini  | -             | s.t.     |